# Corydoras habrosus
Corydoras habrosus és una espècie de peix de la família dels cal·líctids i de l'ordre dels siluriformes que es troba a Sud-amèrica: conca superior del riu Orinoco.
Els mascles poden assolir els 2 cm de longitud total.